# Atsushi Ikariya
Atsushi Ikariya (碇谷 敦 Ikariya Atsushi?) es un animador, diseñador de personajes y director de anime japonés. Anteriormente trabajaba bajo el nombre de Atsushi Itagaki (板垣 敦 Itagaki Atsushi?), pero desde 2011 ha estado utilizando principalmente el nombre de Atsushi Ikariya.

## Trayectoria
Anteriormente afiliado a OLM, comenzó su carrera como animador intermedio y posteriormente fue ascendido a animador clave. Aunque tiene relativamente pocos créditos como director de animación, su trabajo es conocido por estar a la altura de sus roles como diseñador de personajes. Es experto en secuencias de acción de alta dificultad, que a menudo se ven en escenas de batalla y animaciones mecánicas. Incluso como segundo animador clave en Tengen Toppa Gurren Lagann, demostró sus habilidades excepcionales en animación de acción.
Anteriormente, estuvo afiliado a White Fox, donde trabajó como animador clave, director de animación y diseñador de personajes.
En 2017, hizo su debut como director con el cortometraje animado Sakura Internet. En esta obra, además de dirigir, asumió múltiples roles, incluyendo guionista gráfico, dirección técnica, supervisión de animación y animación principal, completando el trabajo casi de manera independiente.
Es excompañero de clases del animador Tomonori Sudō de sus días en la escuela vocacional, y ha asumido roles de diseño de personajes y dirección en obras en las que Sudō ha participado. Esta conexión también ha llevado a frecuentes colaboraciones con Ufotable.
Anteriormente trabajaba bajo el nombre de Atsushi Itagaki (板垣 敦 Itagaki Atsushi?), pero desde 2011 ha estado utilizando principalmente el nombre de Atsushi Ikariya. El cambio en su nombre profesional se debió a un cambio de apellido tras su matrimonio.

## Trabajos

### Series de televisión
Destaca papeles con funciones de dirección de series.
| Año  | Título                                                     | Director(es)                     | Estudio                    | Funciones | Refs.         |
| ---- | ---------------------------------------------------------- | -------------------------------- | -------------------------- | --- | ------------- |
| 1997 | Pokémon                                                    | Kunihiko Yuyama Masamitsu Hidaka | OLM                        | Animación intermedia | [ 5 ]         |
| 2001 | Comic Party                                                | Norihiko Sudō                    | OLM                        | Animación intermedia (#4) | [ 6 ]         |
| 2001 | Figure 17: Tsubasa & Hikaru                                | Naohito Takahashi                | OLM                        | Animación clave | [ 7 ]         |
| 2002 | Piano                                                      | Norihiko Sudō                    | OLM                        | Animación clave (#10) | [ 8 ]         |
| 2004 | Kurau: Phantom Memory                                      | Yasuhiro Irie                    | Bones                      | Animación clave (#21) | [ 9 ]         |
| 2004 | Kenran Butō Sai: The Mars Daybreak                         | Kunihiro Mori                    | Bones                      | Animación clave (#11, 23, 26) | [ 10 ]        |
| 2004 | 2 × 2 = Shinobuden                                         | Haruo Sotozaki Hitoyuki Matsui   | Ufotable                   | Director de animación (#9) Animación clave (#3-4, 8-9, 12; OP) | [ 11 ]        |
| 2005 | Akahori Gedō Hour Rabuge                                   | Hitoyuki Matsui                  | Radix                      | Animación clave (#13) | [ 12 ]        |
| 2005 | Kōkyōshihen Eureka Seven                                   | Tomoki Kyoda                     | Bones                      | Director de animación (#43) Segunda animación clave (#3) Animación clave (#1-2, 5, 9, 15, 18, 20, 26, 30, 37, 40; OP 4)                                                                                             | [ 13 ]        |
| 2005 | Futakoi Alternative                                        | Takayuki Hirao Matsuri Ōse       | Ufotable Feel Studio Flag  | Animación clave (#1, 4, 10, 13) | [ 14 ]        |
| 2005 | Shuffle!                                                   | Naoto Hosoda                     | Asread                     | Animación clave (#2) | [ 15 ]        |
| 2006 | Ōran High School Host Club                                 | Takuya Igarashi                  | Bones                      | Director de animación (#21) Director de animación asistente (#14) Animación clave (#14, 21) | [ 16 ]        |
| 2006 | Le Chevalier D'Eon                                         | Kazuhiro Furuhashi               | Production I.G             | Animación clave (#13) | [ 17 ]        |
| 2006 | Code Geass: Hangyaku no Lelouch                            | Gorō Taniguchi                   | Sunrise                    | Animación de apertura Director de animación (#23) Animación clave (#1-2, 8, 10-11, 18, 21, 23, 25) | [ 18 ]        |
| 2006 | Coyote Ragtime Show                                        | Matsuri Ōse Takuya Nonaka        | Ufotable                   | Animación clave (#1, 5, 10, 12; OP) | [ 19 ]        |
| 2006 | Ergo Proxy                                                 | Shūkō Murase                     | Manglobe                   | Animación clave (#13) | [ 20 ]        |
| 2006 | Utawarerumono                                              | Tomoki Kobayashi                 | OLM                        | Animación clave (#7) | [ 21 ]        |
| 2007 | Shuffle! Memories                                          | Naoto Hosoda                     | Asread                     | Animación clave (#4, 6) | [ 22 ]        |
| 2007 | Tengen Toppa Gurren Lagann                                 | Hiroyuki Imaishi                 | Gainax                     | Segunda animación clave Animación clave (#13, 23-24) | [ 23 ]        |
| 2007 | Nagasarete Airantō                                         | Hideki Okamoto                   | Feel                       | Segunda animación clave (#16) | [ 24 ]        |
| 2007 | Skull Man                                                  | Takeshi Mori                     | Bones                      | Animación clave (#1) | [ 25 ]        |
| 2008 | Code Geass: Hangyaku no Lelouch R2                         | Gorō Taniguchi                   | Sunrise                    | Director de animación jefe (#16) Director de animación (#2, 6, 13-14, 24) Animación de apertura Segunda animación clave (#7, 9, 16, 25) Animación clave (#1-2, 6, 10, 14, 22, 24)                                   | [ 26 ]        |
| 2008 | Mobile Suit Gundam 00 Second Season                        | Seiji Mizushima                  | Sunrise                    | Animación clave (#OP 2) | [ 27 ]        |
| 2009 | 11 eyes                                                    | Masami Shimoda                   | Doga Kobo                  | Animación clave (#OP) | [ 28 ]        |
| 2009 | Shin Mazinger Shōgeki! Z-hen                               | Yasuhiro Imagawa                 | Bee Media Code             | Segunda animación clave (#26) | [ 29 ]        |
| 2009 | Tears to Tiara                                             | Tomoki Kobayashi                 | White Fox                  | Asistente de animador clave (#5) Animación clave (#13, 18, 21, 25; OP) | [ 30 ]        |
| 2009 | Tokyo Magnitude 8.0                                        | Masaki Tachibana                 | Bones Kinema Citrus        | Animación clave (#2, 11) | [ 31 ]        |
| 2010 | Durarara!!                                                 | Takahiro Ōmori                   | Brain's Base               | Animación clave (#6, 19) | [ 32 ]        |
| 2010 | Heroman                                                    | Hitoshi Nanba                    | Bones                      | Animación clave (#OP) | [ 33 ]        |
| 2010 | Katanagatari                                               | Keitarō Motonaga                 | White Fox                  | Director de animación (#1, 5, 12) Animación clave (#1-2, 5, 8, 10, 12) | [ 34 ]        |
| 2010 | Panty & Stocking with Garterbelt                           | Hiroyuki Imaishi                 | Gainax                     | Animación clave (#16) | [ 35 ]        |
| 2011 | Steins;Gate                                                | Hiroshi Hamasaki Takuya Satō     | White Fox                  | Animación clave (#16, 24) | [ 36 ]        |
| 2011 | Sacred Seven                                               | Yoshimitsu Ōhashi                | Sunrise                    | Animación clave (#1) | [ 37 ]        |
| 2011 | Fate/Zero                                                  | Ei Aoki                          | Ufotable                   | Diseño de personajes Director de animación (#1-3, 5, 8, 13; OP, ED) Director de animación asistente (#10) Segunda animación clave (#5) Animación clave (#2-3, 8, 13; ED)                                            | [ 38 ]        |
| 2012 | Fate/Zero 2                                                | Ei Aoki                          | Ufotable                   | Diseño de personajes Director de animación (#14-15, 20, 23-25) Segunda animación clave (#19, 23) Animación clave (#15, 20, 23; OP)                                                                                  | [ 39 ]        |
| 2012 | Jormungand                                                 | Keitarō Motonaga                 | White Fox                  | Animación clave (#1; OP) | [ 40 ]        |
| 2012 | Code:Breaker                                               | Yasuhiro Irie                    | Kinema Citrus              | Animación clave (#1) | [ 41 ]        |
| 2012 | Jormungand: Perfect Order                                  | Keitarō Motonaga                 | White Fox                  | Animación clave (#15, 19; OP) | [ 42 ]        |
| 2013 | Hataraku Maō-sama!                                         | Naoto Hosoda                     | White Fox                  | Diseño de personajes Director de animación jefe Director de animación (#1, 5, 11-13; OP) Director de animación asistente (#2) Segunda animación clave (#8) Animación clave (#1, 4-5, 11-13)                         | [ 43 ]        |
| 2013 | Shingeki no Kyojin                                         | Tetsurō Araki                    | Wit Studio                 | Animación clave (#OP 2) | [ 44 ]        |
| 2013 | Kill la Kill                                               | Hiroyuki Imaishi                 | Trigger                    | Segunda animación clave (#6) Animación clave (#7, 24) | [ 45 ]        |
| 2014 | Akame ga Kill!                                             | Tomoki Kobayashi                 | White Fox                  | Director de episodios (#11, 23) Guionista gráfico (#23) Director de animación (#11) Diseño mecánico (#23) Director de animación mecánica (#23) Animación clave (#1, 6, 11, 23; OP 1-2)                              | [ 46 ]        |
| 2014 | Gochūmon wa Usagi Desu ka?                                 | Hiroyuki Hashimoto               | White Fox                  | Director de animación asistente (#10) Segunda animación clave (#5, 8) Animación clave (#1; OP) | [ 47 ]        |
| 2014 | Fate/stay night: Unlimited Blade Works                     | Takahiro Miura                   | Ufotable                   | Diseño de personajes Director de animación jefe Director de animación (#2-3; OP) Animación clave (#3) | [ 48 ]        |
| 2015 | Fate/stay night: Unlimited Blade Works 2nd Season          | Takahiro Miura                   | Ufotable                   | Diseño de personajes Director de animación jefe Animación clave (#15) | [ 48 ]        |
| 2015 | Mikagura Gakuen Kumikyoku                                  | Tarō Iwasaki                     | Doga Kobo                  | Animación clave (#3) | [ 49 ]        |
| 2015 | Mobile Suit Gundam: Iron-Blooded Orphans                   | Tatsuyuki Nagai                  | Sunrise                    | Animación clave (#OP 2) | [ 50 ]        |
| 2015 | Utawarerumono: Itsuwari no Kamen                           | Keitarō Motonaga                 | White Fox                  | Director de episodios (#8, 15, 24) Guionista gráfico (#8, 24) Animación clave (#5, 8, 15, 24; OP 2) | [ 51 ]        |
| 2015 | Owari no Seraph                                            | Daisuke Tokudo                   | Wit Studio                 | Animación clave (#OP) | [ 52 ]        |
| 2016 | Tales of Zestiria the Cross                                | Haruo Sotozaki                   | Ufotable                   | Animación clave (#9) | [ 53 ]        |
| 2016 | Terra Formars: Revenge                                     | Michio Fukuda                    | TYO Animations Liden Films | Diseño de personajes Director de animación jefe (#1, 9, 13) Director de animación (#7) | [ 54 ]        |
| 2016 | Sōshin Shōjo Matoi                                         | Masayuki Sakoi                   | White Fox                  | Animación clave (#3) | [ 55 ]        |
| 2016 | Mobile Suit Gundam Unicorn RE:0096                         | Kazuhiro Furuhashi               | Sunrise                    | Segunda animación clave (#4-6, 10-12) | [ 56 ]        |
| 2016 | Re:Zero kara Hajimeru Isekai Seikatsu                      | Masaharu Watanabe                | White Fox                  | Animación clave (#20) | [ 57 ]        |
| 2017 | Little Witch Academia                                      | Yō Yoshinari                     | Trigger                    | Animación clave (#OP 1) | [ 58 ]        |
| 2017 | Katsugeki/Tōken Ranbu                                      | Toshiyuki Shirai                 | Ufotable                   | Segunda animación clave (#1) | [ 59 ]        |
| 2018 | Angolmois: Genkō Kassenki                                  | Takayuki Kuriyama                | NAZ                        | Animación clave (#1) | [ 60 ]        |
| 2018 | Shingeki no Kyojin: Season 3                               | Tetsurō Araki Masashi Koizuka    | Wit Studio                 | Animación clave (#OP 2) | [ 61 ]        |
| 2018 | Goblin Slayer                                              | Takaharu Ozaki                   | White Fox                  | Animación clave (#OP) | [ 62 ]        |
| 2019 | Lord El-Melloi II Sei no Jikenbo: Rail Zeppelin Grace Note | Makoto Katō                      | Troyca                     | Animación clave (#12) | [ 63 ]        |
| 2019 | Vinland Saga                                               | Shūhei Yabuta                    | Wit Studio                 | Animación clave (#10) | [ 64 ]        |
| 2020 | ID:Invaded                                                 | Ei Aoki                          | NAZ                        | Diseño de personajes Diseño de utilería Director de episodios (#4, 9) Guionista gráfico (#4, 9) Director de animación jefe (#1-13) Director de animación (#1, 4-5, 9-11, 13) Animación clave (#1-4, 7, 9-10, 12-13) | [ 65 ]        |
| 2020 | Re:Zero kara Hajimeru Isekai Seikatsu 2nd Season           | Masaharu Watanabe                | White Fox                  | Director de animación (#31) | [ 66 ]        |
| 2022 | Sabikui Bisco                                              | Atsushi Ikariya                  | OZ                         | Director Diseño de personajes Director de episodios (#1-2, 10, 12) Guionista gráfico (#1-3, 5, 7, 9-10, 12) Director de animación (#4, 6-12) Animación clave (#1-12; OP)                                            | [ 67 ] [ 68 ] |
| 2022 | Cardfight!! Vanguard will+Dress                            | Ken Mori Ryūtarō Suzuki          | Kinema Citrus              | Animación clave (#9) | [ 69 ]        |
| 2023 | Jujutsu Kaisen Season 2                                    | Shōta Goshozono                  | MAPPA                      | Animación clave (#7) | [ 70 ]        |
| 2024 | Dungeon Meshi                                              | Yoshihiro Miyajima               | Trigger                    | Animación clave (#4) | [ 71 ]        |
| 2024 | Kaiju No. 8                                                | Shigeyuki Miya Tomomi Kamiya     | Production I.G             | Director de animación (#9) | [ 72 ]        |
| 2024 | Sengoku Yōko: Senma Konton-hen                             | Masahiro Aizawa                  | White Fox                  | Animación clave (#OP) | [ 73 ]        |
| —    | Special Kid Factory                                        | Atsushi Ikariya                  | NAZ                        | Director | [ 74 ]        |

### Películas
| Año  | Título                                                          | Director(es)                                                  | Estudio                              | Funciones                                               | Refs.  |
| ---- | --------------------------------------------------------------- | ------------------------------------------------------------- | ------------------------------------ | ------------------------------------------------------- | ------ |
| 2000 | Pokémon Movie 03: Kesshōtō no Teiō Entei                        | Kunihiko Yuyama                                               | OLM                                  | Animación intermedia                                    | [ 75 ] |
| 2001 | Pokémon: Pikachu no Dokidoki Kakurenbo                          | Kunihiko Yuyama                                               | OLM                                  | Animación                                               | [ 76 ] |
| 2001 | Pokémon Movie 04: Celebi Toki wo Koeta Deai                     | Kunihiko Yuyama                                               | OLM                                  | Animación intermedia                                    | [ 77 ] |
| 2002 | Pokémon Movie 05: Mizu no Miyako no Mamorigami Latias to Latios | Kunihiko Yuyama                                               | OLM                                  | Animación clave                                         | [ 78 ] |
| 2007 | Evangelion: 1.0 You Are (Not) Alone                             | Hideaki Anno Kazuya Tsurumaki Masayuki                        | Khara                                | Animación clave                                         | [ 79 ] |
| 2007 | Kara no Kyōkai: Overlooking View                                | Ei Aoki                                                       | Ufotable                             | Animación clave                                         | [ 80 ] |
| 2008 | Kara no Kyōkai: Oblivion Recording                              | Takahiro Miura                                                | Ufotable                             | Animación clave                                         | [ 80 ] |
| 2009 | Kara no Kyōkai: A Study in Murder - Part 2                      | Shinsuke Takizawa                                             | Ufotable                             | Animación clave                                         | [ 80 ] |
| 2009 | Evangelion: 2.0 You Can (Not) Advance                           | Hideaki Anno Kazuya Tsurumaki Masayuki                        | Khara                                | Animación clave                                         | [ 81 ] |
| 2009 | Keroro Gunso the Super Movie 4: Gekishin Dragon Warriors        | Jun'ichi Satō Susumu Yamaguchi                                | Sunrise                              | Animación clave                                         | [ 82 ] |
| 2009 | Naruto Shippūden Movie 3 - Hi no Ishi wo Tsugu Mono             | Masahiko Murata                                               | Pierrot                              | Animación clave                                         | [ 83 ] |
| 2010 | Pandane to Tamago-hime                                          | Hayao Miyazaki                                                | Studio Ghibli                        | Animación clave                                         | [ 84 ] |
| 2011 | Fullmetal Alchemist: The Sacred Star of Milos                   | Kazuya Murata                                                 | Bones                                | Animación clave                                         | [ 85 ] |
| 2012 | Evangelion: 3.0 You Can (Not) Redo                              | Hideaki Anno Mahiro Maeda Kazuya Tsurumaki Mahiro Maeda       | Khara                                | Animación clave                                         | [ 86 ] |
| 2013 | Doraemon Movie 33: Nobita no Himitsu Dōgu Museum                | Yukiyo Teramoto                                               | Shin-Ei Animation                    | Segunda animación clave                                 | [ 87 ] |
| 2013 | Hal                                                             | Ryōtarō Makihara                                              | Wit Studio                           | Animación clave                                         | [ 88 ] |
| 2013 | Sakasama no Patema                                              | Yasuhiro Yoshiura                                             | Studio Rikka Purple Cow Studio Japan | Animación clave                                         | [ 89 ] |
| 2014 | Harmonie                                                        | Yasuhiro Yoshiura                                             | Studio Rikka Ultra Super Pictures    | Diseño de personajes Director de animación              | [ 90 ] |
| 2017 | Fate/stay night Movie: Heaven's Feel - I. Presage Flower        | Tomonori Sudō                                                 | Ufotable                             | Diseño de personajes Director de unidad Animación clave | [ 91 ] |
| 2018 | Peacemaker Kurogane Movie 1: Omō Michi                          | Shigeru Kimiya                                                | White Fox                            | Animación clave                                         | [ 92 ] |
| 2019 | Fate/stay night Movie: Heaven's Feel - II. Lost Butterfly       | Tomonori Sudō                                                 | Ufotable                             | Diseño de personajes                                    | [ 91 ] |
| 2019 | Code Geass: Fukkatsu no Lelouch                                 | Gorō Taniguchi                                                | Sunrise                              | Animación clave                                         | [ 93 ] |
| 2020 | Fate/stay night Movie: Heaven's Feel - III. Spring Song         | Tomonori Sudō                                                 | Ufotable                             | Diseño de personajes Animación clave                    | [ 91 ] |
| 2021 | Evangelion: 3.0+1.0 Thrice Upon a Time                          | Hideaki Anno Katsuichi Nakayama Kazuya Tsurumaki Mahiro Maeda | Khara                                | Animación clave                                         | [ 94 ] |
| 2023 | Yaneura no Rudger                                               | Yoshiyuki Momose                                              | Studio Ponoc                         | Animación clave                                         | [ 95 ] |

### ONAs
Destaca papeles con funciones de dirección de series.
| Año  | Título                            | Director(es)      | Estudio           | Funciones | Refs.  |
| ---- | --------------------------------- | ----------------- | ----------------- | --- | ------ |
| 2011 | Busō Shinki Moon Angel            | Masayuki Kojima   | TNK Kinema Citrus | Diseño de personajes Director de animación Director de animación jefe Diseño de personajes de animación Animación clave (#OP)                                 | [ 96 ] |
| 2023 | Good Night World                  | Katsuya Kikuchi   | NAZ               | Animación clave (#6) | [ 97 ] |
| 2023 | Rhapsody                          | Takayuki Kuriyama | Graphinica NAZ    | Director de animación | [ 98 ] |
| 2024 | Garōden: The Way of the Lone Wolf | Atsushi Ikariya   | NAZ               | Director Diseño de personajes Director de episodios (#1-2, 6, 8) Guionista gráfico (#1-3, 6-8) Director de animación jefe (#1-8) Director de animación (#1-8) | [ 99 ] |

### OVAs
| Año  | Título                     | Director(es)       | Estudio                    | Funciones                       | Refs.   |
| ---- | -------------------------- | ------------------ | -------------------------- | ------------------------------- | ------- |
| 2003 | Mizuiro                    | Kiyotaka Isako     | OLM                        | Animación clave                 | [ 100 ] |
| 2010 | Mobile Suit Gundam Unicorn | Kazuhiro Furuhashi | Sunrise                    | Segunda animación clave (#2, 4) | [ 48 ]  |
| 2011 | .hack//Quantum             | Masaki Tachibana   | Kinema Citrus              | Animación clave (#1)            | [ 101 ] |
| 2018 | Terra Formars: Earth-hen   | Michio Fukuda      | TYO Animations Liden Films | Diseño de personajes            | [ 102 ] |

### Especiales
| Año  | Título                                          | Director(es)     | Estudio              | Funciones            | Refs.   |
| ---- | ----------------------------------------------- | ---------------- | -------------------- | -------------------- | ------- |
| 2013 | Neppu Kairiku Bushi Road                        | Masayuki Sakoi   | Kinema Citrus Orange | Animación clave      | [ 103 ] |
| 2014 | Fate/stay night: Unlimited Blade Works Prologue | Takahiro Miura   | Ufotable             | Diseño de personajes | [ 104 ] |
| 2017 | Ryū no Haisha                                   | Kazuya Tsurumaki | Khara                | Animación clave      | [ 105 ] |

### Cortos
Destaca papeles con funciones de dirección de series.
| Año  | Título          | Director(es)    | Estudio   | Funciones                                                                 | Refs. |
| ---- | --------------- | --------------- | --------- | ------------------------------------------------------------------------- | ----- |
| 2017 | Sakura Internet | Atsushi Ikariya | White Fox | Director Director de animación jefe Director de animación Animación clave | [ 3 ] |